# Musgrave Park
Der Musgrave Park (irisch Páirc Musgrave, durch Sponsoringvertrag offiziell Irish Independent Park, irisch Páirc Neamhspleách na hÉireann) ist ein Rugby- und Fußballstadion im südlichen Vorort Ballyphehane der irischen Stadt Cork, Munster. Es fasst 9.251 Zuschauer und ist neben dem Thomond Park Spielstätte der Provinzmannschaft Munster Rugby sowie die Heimstätte der Vereine Dolphin RFC und Sundays Well RFC. Der Namensgeber war das irische Unternehmen Musgrave Group, das das Grundstück stiftete und ein Vertriebszentrum direkt gegenüber besitzt. Seit 2014 trägt die Sportstätte den Namen der Independent News & Media, einem Unternehmen der Medienbranche. Der Vertrag ist auf eine Laufzeit von 10 Jahren.

## Nutzung

### Rugby
Die Provinzmannschaft Munster Rugby nutzt das Stadion für kleinere Begegnungen in der United Rugby Championship sowie für Freundschaftsspiele. Die Spiele des European Rugby Champions Cups werden allerdings ausschließlich im Thomond Park in Limerick ausgetragen. Des Weiteren nutzen die Vereine Dolphin RFC und Sundays Well RFC den Musgrave Park für ihre Heimspiele. Sie haben jeweils ein eigenes Feld an der Ostseite des zentralen Stadions. Zudem werden im Musgrave Park wichtige lokale Rugbyspiele der Amateure als auch der Schulen ausgetragen.

### Andere Sportarten
Im Jahr 1991 trug der Fußballclub Cork City ein Ligaspiel gegen die Shamrock Rovers als auch ein UEFA-Cup-Spiel gegen den FC Bayern München (1:1) im Musgrave Park aus.